# Campionato europeo maschile di pallamano 2014
Il Campionato europeo maschile di pallamano 2014 è stato l'11ª edizione del torneo organizzato dalla European Handball Federation, valido anche come qualificazione al Campionato mondiale maschile di pallamano 2015. Il torneo si è svolto dal 14 al 26 gennaio 2014 in Danimarca. La Francia ha vinto il titolo per la terza volta.

## Assegnazione del torneo
La Danimarca ha ottenuto l'organizzazione del torneo il 25 settembre 2010, durante il Congresso dell'European Handball Federation svolto a Copenaghen. La Danimarca ha ottenuto 24 voti, contro i 22 della candidatura congiunta di Ungheria e Croazia.

## Impianti
| Aalborg                   | Aarhus                       | Ballerup                             | Herning                           |
| Gigantium Capacità: 8.500 | NRGi Arena Capacità: : 4.700 | Ballerup Super Arena Capacità: 9.000 | Jyske Bank Boxen Capacità: 14.000 |
|                           |                              |                                      |                                   |

## Qualificazioni

### Squadre qualificate
| Nazione     | Qualificata come                            | Data di qualificazione | Precedenti partecipazioni1                                      |
| ----------- | ------------------------------------------- | ---------------------- | --------------------------------------------------------------- |
| Danimarca   | Nazione organizzatrice e campione in carica | 25 settembre 2010      | 9 (1994, 1996, 2000, 2002, 2004, 2006, 2008, 2010, 2012)        |
| Francia     | Vincente girone 3                           | 6 aprile 2013          | 10 (1994, 1996, 1998, 2000, 2002, 2004, 2006, 2008, 2010, 2012) |
| Spagna      | Vincente girone 1                           | 7 aprile 2013          | 10 (1994, 1996, 1998, 2000, 2002, 2004, 2006, 2008, 2010, 2012) |
| Islanda     | Vincente girone 6                           | 7 aprile 2013          | 7 (2000, 2002, 2004, 2006, 2008, 2010, 2012)                    |
| Svezia      | Vincente girone 5                           | 12 giugno 2013         | 9 (1994, 1996, 1998, 2000, 2002, 2004, 2008, 2010, 2012)        |
| Ungheria    | Seconda girone 6                            | 12 giugno 2013         | 8 (1994, 1996, 1998, 2004, 2006, 2008, 2010, 2012)              |
| Norvegia    | Seconda girone 3                            | 12 giugno 2013         | 5 (2000, 2006, 2008, 2010, 2012)                                |
| Polonia     | Seconda girone 5                            | 12 giugno 2013         | 6 (2002, 2004, 2006, 2008, 2010, 2012)                          |
| Montenegro  | Seconda girone 2                            | 12 giugno 2013         | 1 (2008)                                                        |
| Croazia     | Vincente girone 4                           | 12 giugno 2013         | 10 (1994, 1996, 1998, 2000, 2002, 2004, 2006, 2008, 2010, 2012) |
| Serbia      | Vincente girone 7                           | 12 giugno 2013         | 7 (1996, 1998, 2002, 2004, 2006, 2010, 2012)                    |
| Rep. Ceca   | Vincente girone 2                           | 15 giugno 2013         | 7 (1996, 1998, 2002, 2004, 2008, 2010, 2012)                    |
| Bielorussia | Seconda girone 6                            | 16 giugno 2013         | 2 (1994, 2008)                                                  |
| Austria     | Seconda girone 7                            | 16 giugno 2013         | 1 (2010)                                                        |
| Russia      | Migliore terza                              | 16 giugno 2013         | 10 (1994,1996, 1998, 2000, 2002, 2004, 2006, 2008, 2010, 2012)  |
| Macedonia   | Seconda girone 1                            | 16 giugno 2013         | 2 (1998, 2012)                                                  |

1 Il grassetto indica la vittoria del torneo.

## Sorteggio
Il sorteggio dei gironi si è svolto il 21 giugno 2013 a Herning.
| Urna 1                                  | Urna 2                                   | Urna 3                                         | Urna 4                                     |
| --------------------------------------- | ---------------------------------------- | ---------------------------------------------- | ------------------------------------------ |
| - Danimarca - Serbia - Croazia - Spagna | - Rep. Ceca - Islanda - Francia - Svezia | - Macedonia - Bielorussia - Ungheria - Polonia | - Norvegia - Austria - Montenegro - Russia |

## Prima fase

### Gruppo A
| Pos. | Squadra   | Pt | G | V | N | P | GF | GS | DR  |
| ---- | --------- | -- | - | - | - | - | -- | -- | --- |
| 1.   | Danimarca | 6  | 3 | 3 | 0 | 0 | 95 | 79 | +16 |
| 2.   | Macedonia | 3  | 3 | 1 | 1 | 1 | 67 | 74 | -7  |
| 3.   | Austria   | 2  | 3 | 1 | 0 | 2 | 80 | 75 | +5  |
| 4.   | Rep. Ceca | 1  | 3 | 0 | 1 | 2 | 73 | 87 | -14 |

| Herning 12 gennaio 2014, ore 18:00 UTC+1 | Rep. Ceca | 20 – 30 (9-14) | Austria | Jyske Bank Boxen |

| Herning 12 gennaio 2014, ore 20:30 UTC+1 | Danimarca | 29 – 21 (12-8) | Macedonia | Jyske Bank Boxen |

| Herning 14 gennaio 2014, ore 18:15 UTC+1 | Macedonia | 24 – 24 (10-11) | Rep. Ceca | Jyske Bank Boxen |

| Herning 14 gennaio 2014, ore 20:30 UTC+1 | Austria | 29 – 33 (12-18) | Danimarca | Jyske Bank Boxen |

| Herning 16 gennaio 2012, ore 18:15 UTC+1 | Macedonia | 22 – 21 (12-10) | Austria | Jyske Bank Boxen |

| Herning 16 gennaio 2014, ore 20:30 UTC+1 | Danimarca | 33 – 29 (21-16) | Rep. Ceca | Jyske Bank Boxen |

### Gruppo B
| Pos. | Squadra  | Pt | G | V | N | P | GF | GS | DR  |
| ---- | -------- | -- | - | - | - | - | -- | -- | --- |
| 1.   | Spagna   | 6  | 3 | 3 | 0 | 0 | 94 | 80 | +14 |
| 2.   | Islanda  | 3  | 3 | 1 | 1 | 1 | 86 | 86 | 0   |
| 3.   | Ungheria | 2  | 3 | 0 | 2 | 1 | 80 | 87 | -7  |
| 4.   | Norvegia | 0  | 2 | 0 | 0 | 2 | 51 | 58 | -7  |

| Aalborg 12 gennaio 2014, ore 16:00 UTC+1 | Islanda | 31 – 26 (16-10) | Norvegia | Gigantium |

| Aalborg 12 gennaio 2014, ore 18:15 UTC+1 | Spagna | 34 – 27 (17-10) | Ungheria | Gigantium |

| Aalborg 14 gennaio 2014, ore 18:00 UTC+1 | Ungheria | 27 – 27 (16-15) | Islanda | Gigantium |

| Aalborg 14 gennaio 2014, ore 20:15 UTC+1 | Norvegia | 25 – 27 (8-12) | Spagna | Gigantium |

| Aalborg 16 gennaio 2012, ore 18:00 UTC+1 | Spagna | 33 – 28 (16-15) | Islanda | Gigantium |

| Aalborg 16 gennaio 2014, ore 20:15 UTC+1 | Ungheria | 26 – 26 (16-13) | Norvegia | Gigantium |

### Gruppo C
| Pos. | Squadra | Pt | G | V | N | P | GF | GS | DR |
| ---- | ------- | -- | - | - | - | - | -- | -- | -- |
| 1.   | Francia | 6  | 3 | 3 | 0 | 0 | 94 | 83 | +9 |
| 2.   | Polonia | 2  | 3 | 1 | 0 | 2 | 70 | 70 | 0  |
| 3.   | Russia  | 2  | 3 | 1 | 0 | 2 | 77 | 84 | -7 |
| 4.   | Serbia  | 2  | 3 | 1 | 0 | 2 | 73 | 77 | -4 |

| Aarhus 13 gennaio 2014, ore 18:00 UTC+1 | Serbia | 20 – 19 (13-9) | Polonia | NRGi Arena |

| Aarhus 13 gennaio 2014, ore 20:15 UTC+1 | Francia | 35 – 28 (19-14) | Russia | NRGi Arena |

| Aarhus 15 gennaio 2014, ore 18:00 UTC+1 | Russia | 27 – 25 (14-14) | Serbia | NRGi Arena |

| Aarhus 15 gennaio 2014, ore 20:15 UTC+1 | Polonia | 27 – 28 (14-15) | Francia | NRGi Arena |

| Aarhus 17 gennaio 2012, ore 18:00 UTC+1 | Polonia | 24 – 22 (10-14) | Russia | NRGi Arena |

| Aarhus 17 gennaio 2014, ore 20:15 UTC+1 | Serbia | 28 – 31 (12-17) | Francia | NRGi Arena |

### Gruppo D
| Pos. | Squadra     | Pt | G | V | N | P | GF | GS | DR  |
| ---- | ----------- | -- | - | - | - | - | -- | -- | --- |
| 1.   | Croazia     | 6  | 3 | 3 | 0 | 0 | 85 | 68 | +17 |
| 2.   | Svezia      | 4  | 3 | 2 | 0 | 1 | 82 | 68 | +14 |
| 3.   | Bielorussia | 2  | 3 | 1 | 0 | 2 | 73 | 86 | -13 |
| 4.   | Montenegro  | 0  | 3 | 0 | 0 | 3 | 66 | 84 | -16 |

| Brøndby 13 gennaio 2014, ore 18:00 UTC+1 | Croazia | 33 – 22 (16-11) | Bielorussia | Brøndby Hall |

| Brøndby 13 gennaio 2014, ore 20:15 UTC+1 | Svezia | 28 – 21 (18-13) | Montenegro | Brøndby Hall |

| Brøndby 15 gennaio 2014, ore 18:00 UTC+1 | Montenegro | 22 – 27 (12-13) | Croazia | Brøndby Hall |

| Brøndby 15 gennaio 2014, ore 20:15 UTC+1 | Bielorussia | 22 – 30 (10-13) | Svezia | Brøndby Hall |

| Brøndby 17 gennaio 2012, ore 18:00 UTC+1 | Croazia | 25 – 24 (10-9) | Svezia | Brøndby Hall |

| Brøndby 17 gennaio 2014, ore 20:15 UTC+1 | Bielorussia | 29 – 23 (13-13) | Montenegro | Brøndby Hall |

## Seconda fase

### Gruppo I
| Pos. | Squadra   | Pt | G | V | N | P | GF  | GS  | DR  |
| ---- | --------- | -- | - | - | - | - | --- | --- | --- |
| 1.   | Danimarca | 10 | 5 | 5 | 0 | 0 | 153 | 125 | +28 |
| 2.   | Spagna    | 8  | 5 | 4 | 0 | 1 | 156 | 135 | +21 |
| 3.   | Islanda   | 5  | 5 | 2 | 1 | 2 | 140 | 146 | -6  |
| 4.   | Ungheria  | 3  | 5 | 1 | 1 | 3 | 133 | 139 | -6  |
| 5.   | Macedonia | 2  | 5 | 1 | 0 | 4 | 117 | 143 | -26 |
| 6.   | Austria   | 2  | 5 | 1 | 0 | 4 | 129 | 140 | -11 |

| Herning 18 gennaio 2014, ore 16:00 UTC+1 | Macedonia | 25 – 31 (9-16) | Ungheria | Jyske Bank Boxen |

| Herning 18 gennaio 2014, ore 18:15 UTC+1 | Austria | 27 – 33 (9-17) | Islanda | Jyske Bank Boxen |

| Herning 18 gennaio 2014, ore 20:30 UTC+1 | Danimarca | 31 – 28 (16-14) | Spagna | Jyske Bank Boxen |

| Herning 20 gennaio 2014, ore 16:00 UTC+1 | Macedonia | 27 – 29 (11-14) | Islanda | Jyske Bank Boxen |

| Herning 20 gennaio 2012, ore 18:15 UTC+1 | Austria | 27 – 28 (12-14) | Spagna | Jyske Bank Boxen |

| Herning 20 gennaio 2014, ore 20:30 UTC+1 | Danimarca | 28 – 24 (14-11) | Ungheria | Jyske Bank Boxen |

| Herning 22 gennaio 2014, ore 16:00 UTC+1 | Macedonia | 22 – 33 (12-15) | Spagna | Jyske Bank Boxen |

| Herning 22 gennaio 2012, ore 18:15 UTC+1 | Austria | 25 – 24 (9-13) | Ungheria | Jyske Bank Boxen |

| Herning 22 gennaio 2014, ore 20:30 UTC+1 | Danimarca | 32 – 23 (17-13) | Islanda | Jyske Bank Boxen |

### Gruppo II
| Pos. | Squadra     | Pt | G | V | N | P | GF  | GS  | DR  |
| ---- | ----------- | -- | - | - | - | - | --- | --- | --- |
| 1.   | Francia     | 8  | 5 | 4 | 0 | 1 | 157 | 140 | +17 |
| 2.   | Croazia     | 8  | 5 | 4 | 0 | 1 | 147 | 126 | +21 |
| 3.   | Polonia     | 6  | 5 | 3 | 0 | 2 | 145 | 136 | +9  |
| 4.   | Svezia      | 6  | 5 | 3 | 0 | 2 | 138 | 137 | +1  |
| 5.   | Russia      | 2  | 5 | 1 | 0 | 4 | 141 | 154 | -13 |
| 6.   | Bielorussia | 0  | 5 | 0 | 0 | 5 | 137 | 172 | -35 |

| Aarhus 19 gennaio 2014, ore 15:45 UTC+1 | Polonia | 31 – 30 (14-13) | Bielorussia | NRGi Arena |

| Aarhus 19 gennaio 2014, ore 18:00 UTC+1 | Russia | 27 – 29 (13-20) | Svezia | NRGi Arena |

| Aarhus 19 gennaio 2014, ore 20:15 UTC+1 | Francia | 27 – 25 (18-17) | Croazia | NRGi Arena |

| Aarhus 21 gennaio 2014, ore 15:45 UTC+1 | Russia | 25 – 33 (11-16) | Croazia | NRGi Arena |

| Aarhus 21 gennaio 2012, ore 18:00 UTC+1 | Francia | 39 – 30 (20-16) | Bielorussia | NRGi Arena |

| Aarhus 21 gennaio 2014, ore 20:15 UTC+1 | Polonia | 35 – 25 (15-12) | Svezia | NRGi Arena |

| Aarhus 22 gennaio 2014, ore 15:45 UTC+1 | Russia | 39 – 33 (23-17) | Bielorussia | NRGi Arena |

| Aarhus 22 gennaio 2014, ore 18:00 UTC+1 | Francia | 28 – 30 (16-14) | Svezia | NRGi Arena |

| Aarhus 22 gennaio 2014, ore 20:15 UTC+1 | Polonia | 28 – 31 (15-14) | Croazia | NRGi Arena |

## Fase finale
|  | Semifinali | Semifinali | Semifinali |         |           | Finale          | Finale          | Finale          |  |
|  |            |            |            |         |           |                 |                 |                 |  |
|  | Danimarca  | Danimarca  | 29         |         |           |                 |                 |                 |  |
|  | Danimarca  | Danimarca  | 29         |         |           |                 |                 |                 |  |
|  | Croazia    | Croazia    | 27         |         |           |                 |                 |                 |  |
|  | Croazia    | Croazia    | 27         |         | Danimarca | Danimarca       | 32              |                 |  |
|  |            |            |            |         | Danimarca | Danimarca       | 32              |                 |  |
|  |            |            | Francia    | Francia | 41        |                 |                 |                 |  |
|  | Francia    | Francia    | Francia    | Francia | 41        | 30              |                 |                 |  |
|  | Francia    | Francia    |            |         |           | 30              |                 |                 |  |
|  | Spagna     | Spagna     | 27         |         |           | Finale 3º posto | Finale 3º posto | Finale 3º posto |  |
|  | Spagna     | Spagna     | 27         |         |           |                 |                 |                 |  |
|  |            |            |            |         |           |                 |                 |                 |  |
|  |            |            |            |         |           | Croazia         | Croazia         | 28              |  |
|  |            |            |            |         |           | Croazia         | Croazia         | 28              |  |
|  |            |            |            |         |           | Spagna          | Spagna          | 29              |  |

### Semifinali
| Herning 24 gennaio 2014, ore 18:30 UTC+1 | Francia | 30 – 27 (12-14) | Spagna | Jyske Bank Boxen |

| Herning 24 gennaio 2014, ore 21:00 UTC+1 | Danimarca | 29 – 27 (13-15) | Croazia | Jyske Bank Boxen |

### Finale 5º/6º posto
| Herning 24 gennaio 2014, ore 16:00 UTC+1 | Islanda | 28 – 27 (13-16) | Polonia | Jyske Bank Boxen |

### Finale 3º/4º posto
| Herning 26 gennaio 2014, ore 15:00 UTC+1 | Croazia | 28 – 29 (13-16) | Spagna | Jyske Bank Boxen |

### Finalissima
| Arbitri: | Oscar Raluy López Ángel Sabroso Ramírez |

| |           |                                                                       |
| Hansen 9 Lindberg 6 Møllgaard 4 Nøddesbo 3 Mogensen 2 Christiansen 2 Spellerberg 2 Mensah Larsen 1 Søndergaard 1 Toft Hansen 1 Eggert 1 | Marcatori | 10 Guigou 9 Porte 7 Abalo 6 Narcisse 5 Karabatic 2 Nyokas 2 Sorhaindo |

## Classifica finale
|  | Campione d'Europa, qualificata al Campionato mondiale maschile di pallamano 2015. |
|  | Qualificata al Campionato mondiale maschile di pallamano 2015.                    |

| Pos.    | Nazione    |
| ------- | ---------- |
| Oro     | Francia    |
| Argento | Danimarca  |
| Bronzo  | Spagna     |
| 4       | Croazia    |
| 5       | Islanda    |
| 6       | Polonia    |
| 7       | Svezia     |
| 8       | Ungheria   |
| 9       | Russia     |
| 10      | Macedonia  |
| 11      | Austria    |
| 12      | Belgio     |
| 13      | Serbia     |
| 14      | Norvegia   |
| 15      | Rep. Ceca  |
| 16      | Montenegro |